# 702 a.C.
Il 702 a.C. (DCCII a.C. in numeri romani) è un anno  dell'VIII secolo a.C.

## Eventi
- Fine del regno di Neferkara-meriamon, regnante dal 716 a.C. sull'Egitto